# Gottlieb von Haeseler
Gottlieb Ferdinand Albert Alexis Graf von Haeseler (19 tháng 1 năm 1836 – 25 tháng 10 năm 1919) là một sĩ quan quân đội Đức trong thời kỳ cai trị của Hoàng đế Wilhelm II, được thăng đến quân hàm Thống chế.

## Tiểu sử
Haeseler sinh ra tại Potsdam, là con trai của August Alexis Eduard Haeseler và Albertine von Schönermark. Ông đã gia nhập quân đội Phổ với quân hàm Trung úy vào năm 1853 và trở thành sĩ quan phụ tá của Hoàng thân Friedrich Karl của Phổ vào năm 1860. Ông đã tham chiến trong cuộc Chiến tranh Đan Mạch-Phổ (1864), Chiến tranh Áo-Phổ (1866), và Chiến tranh Pháp-Đức (1870 – 1871). Kể từ năm 1879, ông là trưởng khoa lịch sử quân sự trong Bộ Tổng tham mưu, và từ năm 1890 cho đến 1903 ông là Thượng tướng Kỵ binh và tư lệnh của Quân đoàn XVI tại Metz. Vào năm 1905, ông được phong hàm Thống chế (Generalfeldmarschall). Kể từ năm 1903, ông là một thành viên của Viện Quý tộc Phổ và tham gia phát triển hệ thống trường dạy nghề.
Trong cuộc Chiến tranh thế giới thứ nhất (1914 – 1918), ông theo chân Quân đoàn XVI cũ của mình vào chiến trận, để phòng ngự vị chỉ huy của quân đoàn này khi đó là tướng Bruno von Mudra thiếu kinh nghiệm. Dù vậy, Mudra đã thể hiện tài năng của mình với các cuộc tấn công ở vùng Argonne trong giai đoạn 1914 – 1915, đánh bại quân Pháp và gây cho họ nhiều thiệt hại (xem thêm bài trận Argonne (1915)). Haeseler từ trần vào năm 1919 tại Harnekop. Doanh trại của tiểu đoàn dù số 261 tại Lebach/Saar là một trong những nơi được đặt theo tên Haeseler.

## Tặng thưởng
- Huân chương Thập tự Sắt, hạng II (1870)
- Huân chương Thập tự Sắt, hạng I (1870)
- Huân chương Quân công (19 tháng 1 năm 1873)
- Huân chươn Hoàng gia
- Huân chương Tuyên dương của Hoàng gia Bayern
- Huân chương Quân công của Bayern
- Huân chương Đại bàng Đỏ
- Huân chương Chim ưng Trắng
- Huân chương Friedrich
- Huân chương Đại bàng Đen
- Huân chương Hoàng tộc Hohenzollern